# Dimethyldicarbonaat
Dimethyldicarbonaat (DMDC) is een organische verbinding met als brutoformule C4H6O5. Het is een kleurloze vloeistof, die wordt gebruikt als biocide, meer bepaald voor de stabilisatie en de sterilisatie van wijn en van niet-alcoholische dranken (vruchtensappen, ijsthee, sportdranken, groentesappen). Het is werkzaam tegen micro-organismen zoals gist, bacteriën en schimmels. Het E-nummer van dimethyldicarbonaat is E242.

## Toepassingen en regelgeving
Het gebruik van DMDC in de oenologie voor het stabiliseren van wijn is in de Europese Unie toegelaten sedert 2006, door de Europese Verordening (EG) nr. 643/2006 van de Commissie van 27 april 2006. Deze regeling stipuleert dat er maximaal 200 mg/L DMDC mag toegevoegd worden aan druivenmost en dat de stof niet detecteerbaar mag zijn in de wijn die op de markt wordt gebracht (DMDC wordt in water gehydrolyseerd tot koolstofdioxide en methanol). In de Verenigde Staten en sommige andere landen was dit gebruik reeds eerder toegelaten. Het is een alternatief voor de toevoeging van zwaveldioxide, en wordt soms ook in combinatie daarmee gebruikt.
Het gebruik van pyrocarbonzuuresters als bewaarmiddel dateert van begin de jaren '60 van de 20e eeuw. In eerste instantie werd di-ethyldicarbonaat gebruikt (DEDC, ook di-ethylpyrocarbonaat genoemd) - (merknaam Baycovin van Bayer); maar uit later onderzoek bleek dat deze stof aanleiding kon geven tot de vorming van een mogelijk kankerverwekkende stof (ethylurethaan) in de behandelde dranken; het gebruik van DEDC/Baycovin is dan ook sedert ca. 1973 verboden. In vergelijking met di-ethyldicarbonaat heeft dimethyldicarbonaat een grotere microbiologische activiteit, en is het beter oplosbaar in water.
Het chemisch bedrijf Lanxess biedt een procedé aan voor de koude sterilisatie van wijnen en andere dranken met behulp van dimethyldicarbonaat, onder de merknaam Velcorin.

## Toxicologie en veiligheid
Dimethyldicarbonaat is (nog) niet ingedeeld als een gevaarlijke stof in de Europese Unie (dit wil zeggen ze is niet opgenomen in bijlage 1 van de Richtlijn 67/548/EEG).